# Grijze veldridderzwam
De grijze veldridderzwam (Melanoleuca exscissa) is een schimmel behorend tot de familie Pluteaceae. Hij leeft saprotroof op humus en strooisel, vooral in graslanden, wegbermen en parken, ook in loof- en gemengde bossen, op allerlei min of meer voedselrijke bodems.

## Kenmerken

### Uiterlijke kenmerken
Hoed
De hoed heeft een diameter van 4-7 cm en is hiermee relatief klein. Eerst is het gewelfd, daarna wordt het uitgespreid en ondiep verzonken in het midden met een stompe bult. De rand van de hoed is scherp. Bij droog weer heeft het een zilvergrijze tot lichtgrijze kleur en is licht viltig, bij nat weer wordt het grijsbruin en erg glanzend.
Lamellen
De lamellen staan dicht, wit tot licht crème van kleur, breed en met een inkeping tot aan de steel.
Steel
De steel heeft een lengte van 4 tot 6 cm en een dikte van 5-9 mm. Het is cilindrisch, vol, longitudinaal vezelig of licht gegolfd en enigszins verdikt aan de basis. Het heeft geen ring. Het is lichtbruin, licht gematteerd in het bovenste gedeelte en witachtig vilt aan de basis.

### Microscopische kenmerken
De sporen meten 7,5-10,5 × 5,0-6,5 µm. Het Q-getal is 1,5 tot 1,9. De sporen zijn geornamenteerd met amyloide wratten. De basidia zijn 4-sporig en meten a 30—40 × 10—13 µm. Cheilocystidia meten 30—55 × 5—10 µm. Pleurocystidia zijn schaars aanwezig en zijn er hetzelfde uit als de cheilocystidia.

## Verspreiding
In Nederland komt de grijze veldridderzwam matig algemeen voor. Hij staat niet op de rode lijst en is niet bedreigd.